# 1480 Aunus
1480 Aunus eller 1938 DK är en asteroid upptäckt 18 februari 1938 av den finske astronomen Yrjö Väisälä vid Storheikkilä observatorium. Asteroiden har fått sitt namn efter ett vanligt finskt förnamn som bars av ett barnbarn till upptäckaren. Det är samtidigt det finska namnet för staden och regionen Olonets i Ryska Karelen.